# Дамский вестник
«Дамский вестник» — журнал, издававшийся в Санкт-Петербурге в 1860 году.

## История
В первые месяцы выпускался как журнал шитья, вышивания, мод, домашнего хозяйства, литературы и модных новостей «Букет». Под этим названием выходил в 1860 году ежемесячно, выпущено 4 номера.
С июля 1860 года переименован в «Дамский вестник», было издано ещё 2 номера.
Имел разделы: «Литература» и «Новости и моды».
В литературном разделе участвовали Д. Д. Минаев, Л. А. Мей, А. П. Пятковский, М. П. Розенгейм и другие.